# 美國航空聯運
美國航空聯運（英語：American Connection）曾是美国航空用于区域性聯運航班的品牌名。以此品牌名义运营的航空公司曾包括：
- Chautauqua Airlines（英语：Chautauqua Airlines）
- Great Lakes Airlines（英语：Great Lakes Airlines）
- Trans States Airlines（英语：Trans States Airlines）

這三家航空公司曾每日操作300個航班前往33班前往個目的地。

## 停用
2012年9月12日AMR集团（美国航空当时母公司）宣布将停用美国航空联运品牌，改为使用美鹰航空作为外包给区域性航空公司支线服务的唯一品牌。2014年，最后一家以此品牌名义运作的航空公司Chautauqua Airlines宣布不会寻求续约，并于2014年8月14日停止以此名义飞行。
从威斯特徹斯特郡飞往芝加哥奥黑尔国际机场的美国航空联运5329航班为此品牌最后航班。